# Xã Greenleaf, Michigan
Xã Greenleaf (tiếng Anh: Greenleaf Township) là một xã thuộc quận Sanilac, tiểu bang Michigan, Hoa Kỳ. Năm 2010, dân số của xã này là 781 người.